# 蒋有绪
蒋有绪（1932年5月21日—），中国森林生态学家。生于上海。原籍江苏南京。1954年毕业于北京大学生物系植物专业。中国林业科学研究院森林生态与保护研究所研究员。1999年当选为中国科学院院士。